# تاتیانا گراچوا
تاتیانا گراچوا (روسی: Татьяна Александровна Грачева) بازیکن سابق تیم ملی والیبال روسیه بود. او به همراه روسیه به مدال نقره المپیک ۲۰۰۰ سیدنی دست یافت.